# Sadaura
Sadaura es una ciudad de la India situada en el distrito de Yamuna Nagar, en el Estado de Haryana. Según el censo de 2011, tiene una población de 14 818 habitantes.

## Geografía
La ciudad está a una altitud de 285 m s. n. m. y está situada a 73 km de la capital estatal, Chandigarh, en la zona horaria UTC +5:30.